# Purken
Purken ist eine Ortschaft und eine Katastralgemeinde der Stadtgemeinde Zwettl im Bezirk Zwettl in Niederösterreich.

## Geschichte
Laut Adressbuch von Österreich waren im Jahr 1938 in Purken mehrere Landwirte mit Direktvertrieb ansässig.

## Siedlungsentwicklung
Zum Jahreswechsel 1979/1980 befanden sich in der Katastralgemeinde Purken insgesamt 10 Bauflächen mit 5.043 m² und 4 Gärten auf 253 m², 1989/1990 gab es 10 Bauflächen. 1999/2000 war die Zahl der Bauflächen auf 21 angewachsen und 2009/2010 bestanden 12 Gebäude auf 25 Bauflächen.

## Bodennutzung
Die Katastralgemeinde ist landwirtschaftlich geprägt. 46 Hektar wurden zum Jahreswechsel 1979/1980 landwirtschaftlich genutzt und 10 Hektar waren forstwirtschaftlich geführte Waldflächen. 1999/2000 wurde auf 44 Hektar Landwirtschaft betrieben und 12 Hektar waren als forstwirtschaftlich genutzte Flächen ausgewiesen. Ende 2018 waren 38 Hektar als landwirtschaftliche Flächen genutzt und Forstwirtschaft wurde auf 13 Hektar betrieben. Die durchschnittliche Bodenklimazahl von Purken beträgt 20,4 (Stand 2010).